# Railex

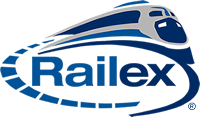
Logo systému

Railex byl systém chladicích ucelených vlaků společností Union Pacific Railroad a CSX Transportation ve Spojených státech amerických. Byl zaměřený především na převoz čerstvého ovoce a zeleniny.
V roce 2006 byl zahájen pravidelný provoz mezi Wallulou ve státě Washington a Rotterdamem ve státě New York. V roce 2012 na této trase jezdily dva vlaky týdně a cesta jim trvala šest dní. V roce 2008 přibylo spojení z Delana v Kalifornii do New Yorku. V roce 2012 na této trase jezdily dva vlaky týdně a cesta jim trvala pět dní.
Pro rok 2013 bylo plánováno rozšíření systému o vlaky z oblasti Chicaga a o vlaky z oblasti jihovýchodu Spojených států amerických.
Na počátku roku 2017 společnost Union Pacific odkoupila distribuční centra ve Wallule, Delanu i Rotterdamu a službu přejmenovala na Cold Connect. V březnu 2020 bylo oznámeno ukončení provozu.